# Мулашев, Марат Лензович
Мара́т Ле́нзович Мула́шев (7 января 1968, Омск, СССР) — советский и российский футболист, нападающий, тренер.

## Карьера

### Клубная
В 1984 году начал свою карьеру в омском «Иртыше», затем проходил военную службу в новосибирском «СКА», после чего вернулся в «Иртыш».
В начале 1992 года был приглашен Анатолием Заяевым в «Таврию». 7 марта 1992 года дебютировал в Высшей лиге Украины в матче с запорожским «Торпедо» (2:0), но после 2 матчей в марте 1992 года покинул команду и перешёл в «Рубин-ТАН».
В 1993 году был игроком клуба Высшей лиги России «Луч» из Владивостока. В 1994 году защищал цвета новороссийского «Черноморца».
В 1994 году вместе с группой российских игроков под руководством омского тренера Александра Ивченко выступал в Омане за «Сур Клаб». В 1998 году снова играл за эту команду.
В 1995 году вернулся в «Иртыш», где в 2002 году в возрасте 34 лет завершил профессиональную карьеру. Всего в составе «Иртыша» провёл 336 матчей и забил 117 голов, что является лучшим результатом за всю историю клуба.

### Тренерская
В 2003 году поступил в Высшую школу тренеров. С 2005 по 2006 год работал тренером в «Иртыше». В настоящее время работает главным тренером команды 1999 года рождения клуба «Росич».

## Достижения

### Командные
- Победитель Первого дивизиона: 1994
- Победитель зоны «Восток» Второго дивизиона: 1996

### Личные
- Лучший бомбардир зоны «Восток» Второго дивизиона: 1996 (22 мяча)